# Крістіан Лоренц
Крістіан «Флаке» Льоренц (нім. Lorenz, Doktor Christian Flake; * 16 листопада 1966, Східний Берлін) — німецький музикант та клавішник гурту Раммштайн (Rammstein).

## Зовнішність
Зріст — 190, вага — 73 кг, колір волосся — блондин, колір очей — блакитний.
Харизма, вона ж зовнішність. Клавішник настільки худорлявий, що його жаліють всі поголовно, називаючи то ельфом, то жертвою голодування. Не допомагає навіть високий зріст (190 см), який супроводжується вагою в районі 70 і більше кг. Є підозра, що таким чином доктор наук просто привертає до себе увагу жалісливій жіночої половини населення. Початковий колір волосся був, що називається «натуральний блондин», але на догоду тому ж творчості завзято мутував у чорний і червоно-рудий. Так само змінювалася довжина зачіски — від романтичних локонів менестреля до радикальної короткої стрижки. І, нарешті, колір очей являє собою класичний блакитний, властивий блондинам і взагалі нордичним типам.

## Біографія
Крістіан Флаке Лоренц народився 16 листопада 1966 року в Берліні. У юності працював вантажником, потім вивчився на слюсаря-ремонтника. Грав на клавішних із Паулем Ландерсом (Paul Landers) у гурті «Feeling B», куди пізніше приєднався і Крістоф Шнайдер (Christoph Schneider) — групи, що завоювала популярність у Східній Німеччині ще до падіння Берлінської стіни. Вона була однією з перших німецьких панк-команд, кому вдалося випустити диск ще в 1989 році. Потім група випустила ще два альбоми і навіть відео. У творчості «Feeling B» варто відзначити ще один момент — одна з пісень на їх альбомі була записана російською мовою (Lied Von Der Unruhevollen Jugend)
Крістіан здобув музичну освіту — він грає на фортепіано, але не вважає себе гарним піаністом. У дитинстві у нього був друг, який грав на піаніно з трьох років, і саме тому Крістіан вирішив стати музикантом. Батьки віддали його до музичної школи, а на 15-й день народження подарували фортепіано, за яке довелося заплатити 100 марок.

Рок-н-ролом Флаке захопився ще у школі і часто прогулював уроки, щоб вдома послухати батькові платівки із джазом. Флаке пригадує:

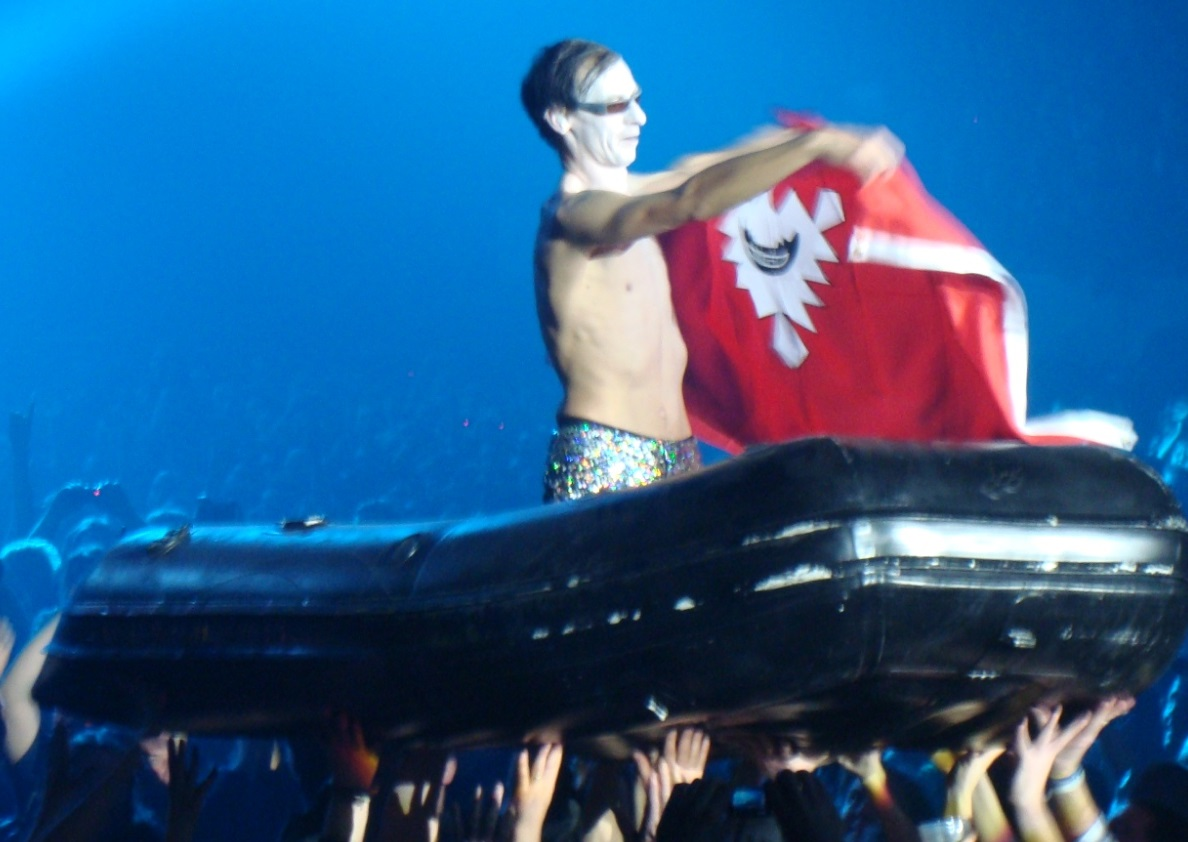
LIFAD тур, Haifisch, у човні

Коли я вперше приєднався до групи, я відчув, що просто не можу грати сучасну музику. І досі не можу.
В альбомі «Die Magdalene Keibel Combo» музиканти записали перекладену українську пісню «Ти ж мене підманула» під назвою «Du hast mich angeschmiert».

## Особисте життя
Перший шлюб Флаке був невдалий і закінчився розлученням. У пам'ять про подружнє життя залишилася дочка Аня. 12 вересня 2008 Фляке одружився повторно. Дружину звуть Дженні.

## Особливі прикмети
Носить окуляри. Палить. У світовому турне на підтримку альбому «Liebe ist fur alle da» деякий час Фляке носив вуса, чим глибоко шокував всю спільноту фанів і шанувальників групи в усьому світі.

## Хобі
Як хобі можна виділити скупку раритетних автомобілів, велосипедів, малюнків, колекціонування метеликів, танці (розбирається в багатьох стилях і напрямках, але досі не вибрав для себе оптимального, він віддає перевагу синтезу етнічних танців із модернізмом). Деякі прийоми з його захоплення танцями можна спостерігати на концертах Rammstein.
Любить слухати Einstürzende Neubauten, Die Ärzte, Element of Crime, Coldplay, Placebo, Джонні Кеш, Пі Джей Гарві, System of a Down, DJ Pauly D, Ministry, The Prodigy.

## Інше
Крістіан Лоренц відомий під двома прізвиськами: «Флаке» і «Доктор». Flake вимовляється на німецький (Флаке), а на англійський (Флейк) лад, причому в чаті 16 грудня 2000 року сам Крістіан стверджував, що це — реальне ім'я і написання його в лапках є неправильним. «Доктором» Лоренца прозивають тому, що колись він справді хотів стати хірургом, але не закінчив навчання, бо відмовився служити у війську.

## Цитати
Вихідні з концертами завжди проходили однаково (про Felling B): вранці ми зустрічалися, пили пиво, сідали у стареньку вантажівку. Їхали годин шість, пили пиво. Приїжджали, пили пиво. Обідали, налаштовувалися, пили пиво. Грали концерт, пили пиво. А після концерту пили шнапс. Ми насолоджувалися до напівсмерті, це була частина програми. Алкоголь — єдине, що було на Сході. Ми пили як коні, я тепер заднім числом навіть уявити собі цього не можу. Є фото з концертів, де наш соліст Альоша з мікрофоном у руках зовсім п'яний лежить на сцені і міцно спить.
Єдине, що змінилося в моєму житті, так це те, що я купив собі «Мерседес» за півтори тисячі марок. Все-таки ми зуміли залишитися самими собою.
Прямо після 11 вересня ми були там і бачили, як янкі все це перетравлюють. У кожній телевізійній програмі говорилося: «Ми ще помстимося!» Або «Боже, бережи Америку!», Ніби-то вони самі не без гріха, а потім я просто побачив, як в одному селі в Оклахомі вони дивилися передачу про бомбардування Афганістану, зйомки якої були зроблені в інфрачервоному випромінюванні. І тут ці американці схоплюються і починають аплодувати як на бейсболі. Тоді я зрозумів, що боюся цих людей, боюся цієї тупої маси, яка радіє, коли падають бомби. Мені ніколи особливо американці не подобалися, а тепер мене взагалі не хвилює, чи ми будемо мати там успіх чи ні. Адже я не повинен любити кожного, хто купує мої альбоми.
Ну… Коли я завершу свою пригоду в Rammstein, просто спробую поглянути на своє колишнє життя і знайти собі професію, яка підійшла б саме мені.
Ми написали шматок музики, який з'єднали з текстом Тілля, де він попрацював з усіма німецькими словами, найбільш відомими у світі, як-jn «Mercedes Benz» і «Автобан». Коли я був у Єгипті, люди говорили мені: «Хайль Гітлер» — це було перше, потім «Mercedes Benz» і «Тушкована капуста». Пізніше, коли ми стали відомішими, вони говорили: «Хайль Гітлер», «Mercedes Benz», «Rammstein». Ми випередили «Тушковану капусту». Ми зробили крок вперед.